# 北京奥林匹克转播有限公司
北京奥林匹克转播有限公司（Beijing Olympic Broadcasting Co. Ltd., 简称 BOB）由北京奥组委（BOCOG）和奥林匹克广播服务公司（OBS）共同出资组建，其任务是在北京奥运会和残奥会期间作为主转播机构（Host Broadcaster）为全世界广播电视媒体提供奥运会广播电视公共信号，建设、运营国际广播中心（IBC）和其它场馆的转播设施，并提供与报道相关的其它服务。公司董事长由北京奥组委副主席蒋效愚兼任，国际奥委会（IOC）第29届奥运会协调委员会主席维尔布鲁根出任副董事长。奥林匹克广播服务公司总经理马诺罗·罗梅罗（Manolo Romero）被任命为首席执行官，原中央电视台体育中心主任马国力出任首席运营官。

## 设立背景
根据《国际奥委会媒体指南》，官方转播商或奥林匹克广播组织（Olympic Broadcasting Organisation, 简称 OBO）是专门负责制作、传送国际电视舆广播信号並进一步为奥运会电视转播商提供奥运会转播必需的设施舆服务的主转播机构。除提供国际电视舆广播信号外，奥林匹克广播组织还应在奥运场馆和国际广播中心安装並运行转播技术设施，提供转播电讯服务和奥运会单边广播报道所需要的服务。同时，它还充当着奥运会组委会（OCOG）和其他当地组织舆奥运会持权转播商（RHBs）之间的联络者的角色。通常，一届奥运会的奥林匹克广播组织应在该届奥运会组委会成立16个月内被任命并开始运行，以便开始电视转播筹备工作，协助奥运会组委会进行必要的策划。从2008年北京奥运会开始，国际奥委会设立了奥林匹克广播服务公司作为北京奥运会及未来各届奥运会的奥林匹克广播组织。
北京申奥成功之后，国际奥委会於2002年正式向北京奥组委提出，由其下属的奥林匹克广播服务公司作为北京奥运会的奥林匹克广播组织，具体承担北京奥运会主转播机构的职能。惟奥运会的转播涉及多方面的经营活动，奥林匹克广播服务公司是一家有国际奥委会设立的瑞士公司，其作为一个外国法人，在中国境内从事各种经营活动必然会有诸多不便並收到很多限制。且仅通过北京奥组委舆奥林匹克广播服务公司签订合作协议、以合同约束的方式，北京奥组委也无法参与到奥林匹克广播服务公司制作国际电视舆广播信号的工作当中。经北京奥组委和奥林匹克广播服务公司磋商，双方一致认为，考虑到中国的法制环境、避免奥林匹克广播服务公司由于不熟悉中国法制环境和本土情况而增加额外的负担，与由奥林匹克广播服务公司单独作为北京奥运会的奥林匹克广播组织相比，由双方共同成立一个独立之机构即北京奥林匹克转播有限公司，采取中外合作经营企业的形式，双方通过签订合作协议来规定其内部设立各种机制（包括董事会、奥林匹克转播委员会、北京奥组委代表等）及运作方式，才能既保证北京奥组委的参与，又可在技术方面保证奥林匹克广播服务公司的自主管理权，更加有效地履行北京奥运会奥林匹克广播组织的职责。

## 发展历史
2004 年
3月 国务院批复同意设立
10月 公司宣告成立
2005 年
5月 BOB办公大楼揭牌
与中国国内八家电视台签署电视制作备忘协议
与中国网通集团签署转播通信备忘协议
完成初步制作计划
制定总体制作理念
已经开始挑选制作团队及设备
分析照明需求
初步决定转播评论席方案
确定电视转播综合区的面积及不同转播车的大小
BOB与各转播商确立联络方式
当前员工人数约100人
与各转播车提供商签订协议
与各制作团队签订协议
向北京奥组委发布修改后的场馆调查报告2.0，详细说明BOB对所有场馆的需求。
2006年
员工人数增长至132人（占90%的岗位编制）
中方员工88名、外方员工44名，分别来自12个国家
参加2006年都灵冬奥会运行工作（大部分为中方员工）
为欧洲广播联盟做简明介绍
初步计划地标全景摄像机方案
选定大部分制作团队
启动奥运会图形字幕工作
确保奥运会转播所需的全部转播车
选定基本特殊设备、通信设备及字幕机
后勤部开始工作运行
制定总体综合时间表及各场馆赛时时间表
开始编制赛时组织结构图
2006年10月国际广播中心（IBC）工程招标开始、选定施工公司并签署合约
向北京奥组委提交残奥会运行计划及预算
北京奥运会倒计时两周年
第一届世界转播商大会
与收费卡项目提供商签订协议
向持权转播商提交收费卡
参加在青岛（帆船）及丰台（垒球）举行的夏季测试赛
与中国网通集团签订详细协议
场馆调查报告第三版
与相关大学签订转播培训计划
制定转播培训总体计划
网站运行
建立FTP站点以向转播商传输信息/资料
与北京奥组委就竞赛场馆规划、转播综合区、评论员席、照明等事宜进行合作
2007年
员工人数增长到177人（占95%的岗位编制）
116名中方员工、61名外籍员工，分别来自12个国家
与北京奥组委签订BOB担任残奥会主转播商协议
北京奥组委/国内电视台之间协议签订在即
与各制作团队签订协议
与各转播车供应商签订协议
接受国际广播中心空间预定、制定转播商及BOB空间布局详细方案
确定特殊设备的基本使用方案
选定无线电频率设备供应商
选定多个其他设备供应商
制定虚拟特效方案、选定服务供应商（瑞士计时公司）
与相关大学签订转播培训计划合同
学生招聘注册工作开始
图形字幕设计方案继续改进
组织主要转播商单边考察场馆及会谈
转播商预定进行中
制定国际广播中心及各场馆赛时组织结构图
招聘赛时管理人员及其他岗位员工，进展顺利
规划覆盖所有项目的制作规划会议
2008年
12月 公司进入清算阶段
2009年
10月 公司清算代表来到国家商务部，正式向商务部外国投资管理司缴销了外商投资企业批准证书。

## 持权转播商
- 欧洲广播联盟 European Broadcasting Union (EBU)
- 全国广播公司 National Broadcasting Company (NBC)
- 加拿大广播公司 Canadian Broadcasting Corporation (CBC)
- 七号电视网 Seven Network Ltd. (SEVEN)
- 日本广播联合体 Japan Consortium (JC)
- 伊比利亚美洲电信组织 Organización de Telecomunicaciones Iberoamericanas (OTI)
- 新西兰电视台 Television New Zealand (New Zealand)
- 亚太广播联盟 Asia-Pacific Broadcasting Union (ABU)
- 非洲广播联盟 African Union of Broadcasting (AUB)
- 阿拉伯国家广播联盟 Arab States Broadcasting Union (ASBU)
- 韩国广播协会 Korean Broadcasters Association (KBA)
- 中华台北北京奥运电子采访团 Chinese Taipei Broadcast Pool (CTBP) [3]
- 加勒比广播联盟 Caribbean Broadcasting Union (CBU)
- 南非广播公司 South African Broadcasting Corporation (SABC)

## 成就
BOB自2004年成立以来管理层成员迅速就位。截至4月1日，员工队伍有240人，到奥运会举办时将增至4000人。BOB将使用约60辆转播车、1000架摄像机，并建造一个面积达8万平方米的国际电视广播中心，制作4千小时的奥运直播信号。世界各地收看奥运会的电视观众将累计超过400亿人次。